# 盲签名

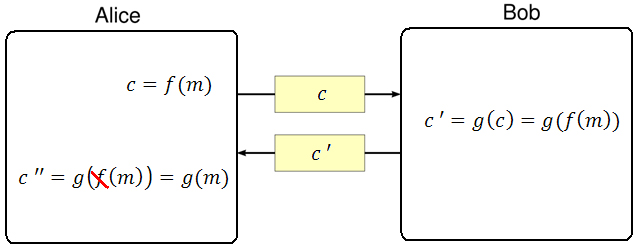
上圖為簽名者和消息作者在進行盲簽名的一個例子

盲签名在密码学中是指，由大卫·乔姆提出的盲签名是一种数字签名方式，其中消息的内容在签名之前对签名者是不可见的（盲化）。得到的盲签名可以对原始的、非盲消息以常规数字签名的方式公开验证。盲签名可以有效地保护隐私，其中签名者和消息作者是不同，例子包括电子选举和数字现金。
盲签名的一个经常被用的类比是选民将填妥的匿名选票装入一种带复写纸内衬的信封，信封的外面预先印上了选民的证件。官员首先验证证件然后在信封上签字，签字通过复写纸转移到选票上。一旦选票被签名，信封归还给选民，选民将选票放到一个没有标记的新的普通信封里。因此，签名者没有看过消息内容，但是一个第三方组织能通过基础的签名方案来检查签名是有效的。